# Obaba, le village du lézard vert
Pour plus de détails, voir Fiche technique et Distribution.
Obaba, le village du lézard vert (Obaba) est un film allemand réalisé par Montxo Armendáriz, sorti en 2005.

## Synopsis
Un jeune réalisatrice se rend à Obaba, région mythique du nord de l'Espagne pour un projet de film.

## Fiche technique
- Titre : Obaba, le village du lézard vert
- Titre original : Obaba
- Réalisation : Montxo Armendáriz
- Scénario : Montxo Armendáriz d'après le roman Obabakoak de Bernardo Atxaga
- Musique : Xavier Capellas
- Photographie : Javier Aguirresarobe
- Montage : Rosario Sáinz de Rozas
- Production : Montxo Armendáriz, Karl Baumgartner et Michael Eckelt
- Société de production : Canal+ España, Euskal Irrati Telebista, Neue Impuls Film, Oria Films, Pandora Film, Sogecable, Televisión Española
- Pays :  Allemagne,  Espagne,  France et  Belgique
- Genre : drame
- Durée : 100 minutes
- Date de sortie : 
  - Espagne : 16 septembre 2005

## Distribution
- Pilar López de Ayala : Maestra
- Juan Diego Botto : Miguel
- Bárbara Lennie : Lourdes
- Eduard Fernández : Lucas
- Peter Lohmeyer : l'ingénieur Werfell
- Héctor Colomé : Ismael
- Pepa López : Merche
- Txema Blasco : Tomás
- Iñake Irastorza : Begoña
- Christian Tardío : Manuel

## Distinctions
Le film a été nommé pour 10 prix Goya et a reçu le Prix du meilleur son.